# Out Of Our Times
Out Of Our Times er Cy, Maia & Roberts andet album, som udkom i 1967 på pladeselskabet Sonet. Albummet blev oprindeligt udsendt som LP og blev genudsendt som CD i 2010 som en del af bokssættet Dansk Rock Historie 1965-1978. 

## Nummerliste
1. I Lie with You
2. Tommy Talor the Third
3. Born and Bred
4. Carlos
5. Cuckold
6. City Blues
7. Twenty Summers
8. Goin' Where I'm Wanted
9. Night Mare
10. Lonely Child
11. Town
12. I'm on My Way